# Runensteine von Hyby
Die Runensteine von Hyby, im Rundata-Katalog unter DR 264 und DR 265 verzeichnet, sind zwei Runensteine aus der Wikingerzeit in Hyby bei Vissmarlöv, etwa zwei Kilometer südöstlich von Klågerup in Schonen in Schweden.

## Runenstein DR 264

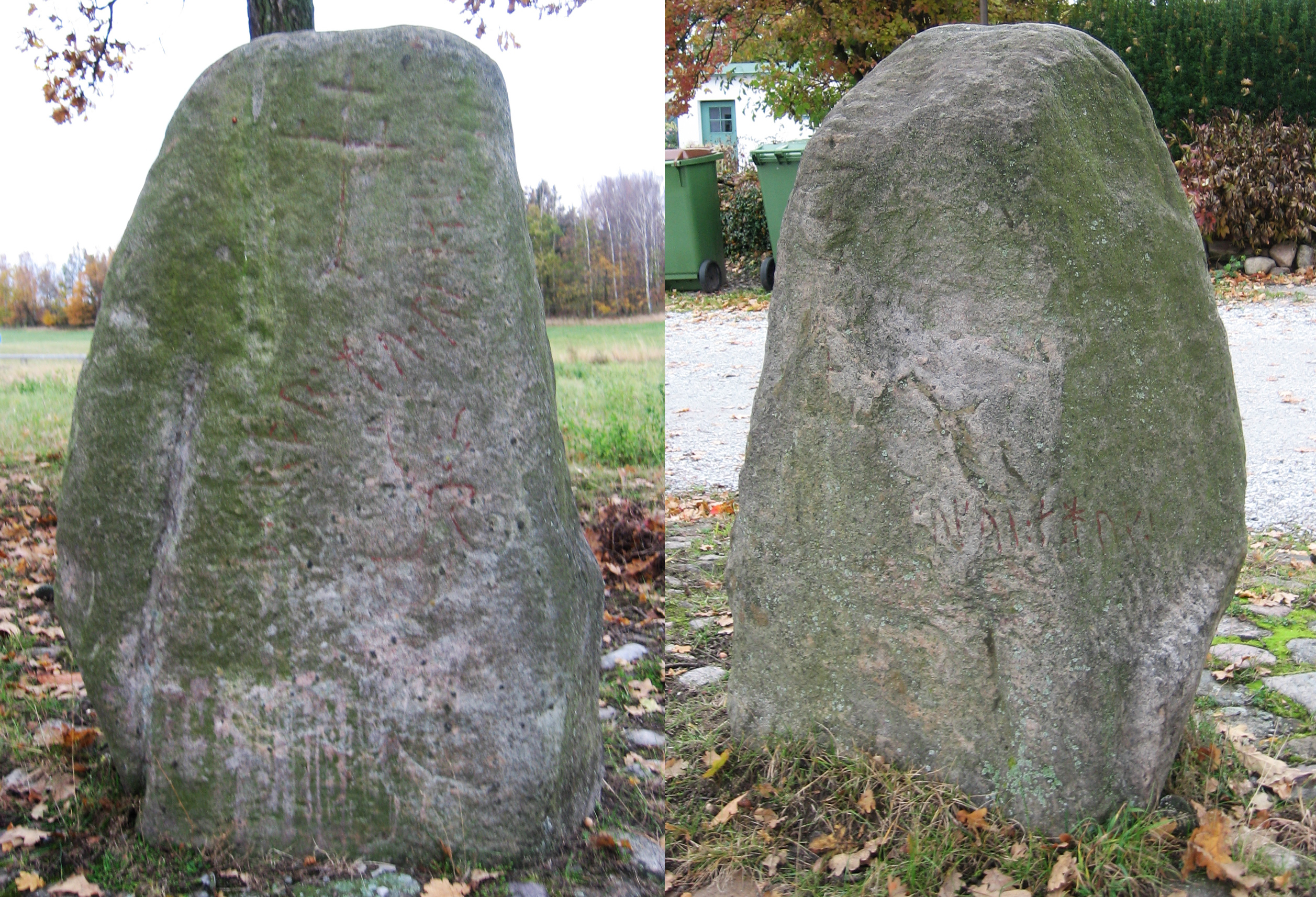
Runenstein 1 von Hyby

Die Inschrift in Runenstein Hyby 1 (DR 264) ist in einen 0,9 Meter hohen Granitstein gemeißelt, der 1624 auf einem Feld in der Nähe von Vissmarlöv entdeckt und in den 1940er Jahren an seinen heutigen Standort versetzt wurde. Die Inschrift auf beiden Seiten des Steins besteht aus Runentext im jüngeren Futhark, im ältesten Runensteinstil RAK. Es ist die Klassifizierung für Runenbänder mit geraden Enden, an denen sich keine Schlangenelemente befinden. Die Inschrift ist im Stil des kleinen Jellingesteines geschnitzt. Eingeschnitten sind auf der A-Seite ein christliches Kreuz und ein Hirsch. Der Runentext besagt, dass Þórðr die Inschrift geschnitzt hat und ein Mann namens Folkvé oder Fullugi Haugbýr den heutigen Ort Hyby besaß.
Der Stein ist lokal auch als Hybysten oder Vissmarlövsten bekannt.

## Runenstein DR 265

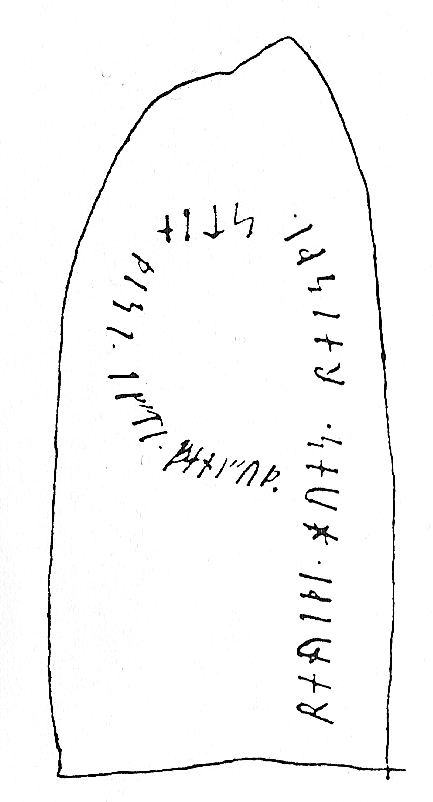
Runenstein 2 von Hyby – Zeichn: Nils Wessman

Der Runenstein Hyby 2 (DR 265) ging vor 1850 verloren. Die Inschrift auf dem Runenstein ist nach einer Zeichnung von Nils Wessman (1712–1763) bekannt, die bei einer Bereisung von Schonen um 1757 angefertigt wurde. Er hat auch den Håstadsten und den Lilla Harriesten gezeichnet.
Basierend auf der Zeichnung beginnt der Runentext im jüngeren Futhark am unteren Rand des Steins. Das erste Wort ranuiþi wurde mit einer Binderune geschrieben, die eine n-Rune und eine u-Rune kombiniert. Übersetzt lautet er:
<ranuiþi> <huas> hat diesen Stein zum Gedenken an <þanfuþ> errichtet.